# Óxido de rutênio(IV)
Óxido de rutênio(IV) é o composto de fórmula RuO2.